# Eduardo Pérez Fabelo
Eduardo Pérez Fabelo (Maracaibo, Venezuela, 23 de octubre de 1838-Ibídem, 21 de mayo de 1895) fue un militar y político venezolano, general de campo en Venezuela y en Colombia, y el líder republicano más relevante del Estado Zulia en el siglo XIX. 
Se distinguió por acciones militares heroicas en Colombia y Venezuela, a comienzos de la era republicana de Hispanoamérica. En el estado venezolano de Zulia se le considera el líder auténtico de las luchas por la autonomía de la región, porque a diferencia de los caudillos locales de la época, carentes de ideología, Pérez Fabelo fue un líder militar profundamente republicano.
En 1868 fue elegido representante en el Congreso Nacional por el Estado Zulia, donde se distinguió como legislador en temas relacionados con la república. Fue presidente del Partido Popular en el Estado Zulia y en 1877 candidato por ese partido a la presidencia del Estado. Se destacó como prolífero articulista, conferencista, escritor y poeta sobre temas republicanos, denunciando siempre la tiranía.
A finales del siglo XIX fue interventor de la Aduana de Maracaibo, por entonces uno de los centros económicos más importantes de Venezuela. Allí combatió las intromisiones del centralismo en los asuntos fiscales, con el mismo arrojo que mostró en el campo de batalla.

## Datos biográficos

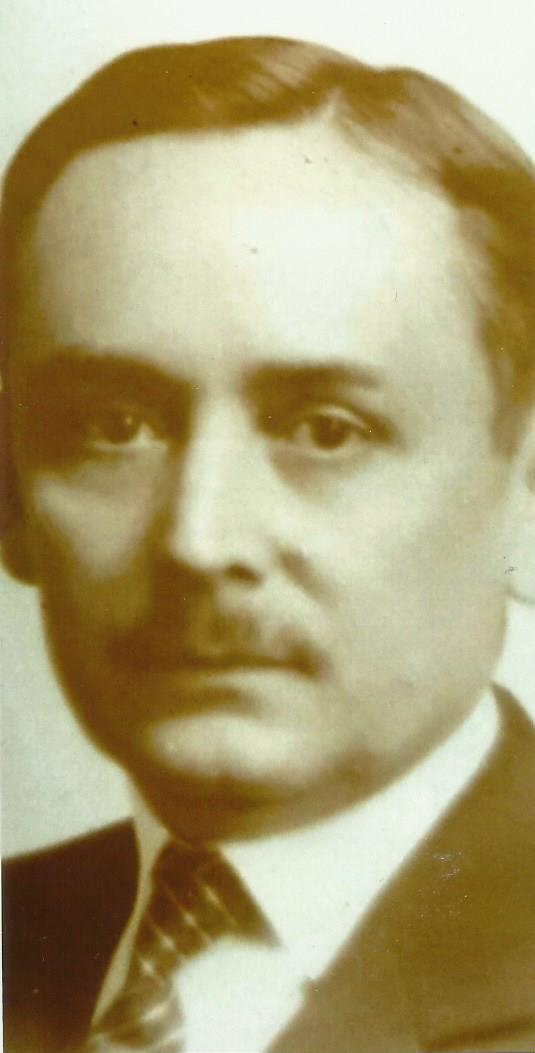
El jurista Néstor Luis Pérez Luzardo, Ministro de Fomento de Venezuela en 1936, hijo de Eduardo Pérez Fabelo.

Sus padres fueron José María Pérez, militar perteneciente a la armada, de origen español nacido en Venezuela durante la colonia, y Dolores Fabelo Montero. Era sobrino nieto del prócer naval de la independencia de Venezuela, José Luis Pérez Orozco, hermano éste de su abuela paterna, Juana Pérez. Realizó estudios de idiomas en el Colegio de Varones de Curazao y estudios de Filosofía y Náutica en el Colegio Nacional de Maracaibo, hoy en día Universidad del Zulia. En 1856, animado por su padre e inspirado por una larga ascendencia familiar dentro de las Fuerzas Navales, se trasladó desde Maracaibo hasta Colombia para iniciar su carrera militar en la Armada Colombiana.
Pérez Fabelo se casó en Maracaibo con Adela Luzardo Esteva, sobrina del Dr. Joaquín Esteva Parra. Fueron padres del jurista venezolano Néstor Luis Pérez Luzardo y de Emiro, Jorge, Graciela, Hortensia, Zoraida, Ana y Aurora Pérez Luzardo. Esta última fue esposa del periodista y abogado Eduardo López Bustamante madre de Aurora López Pérez y abuela de Luis Giusti López. Eduardo Pérez Fabelo es antepasado consanguíneo del historiador venezolano Caracciolo Parra Pérez.

## Carrera militar

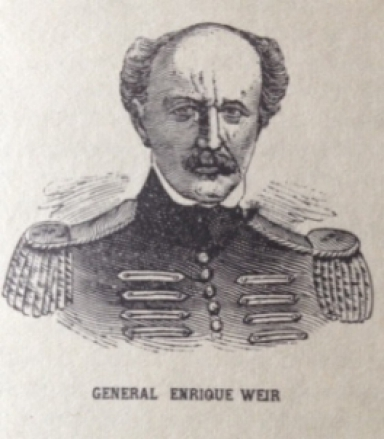
General Enrique Weir, mentor de Eduardo Pérez Fabelo. Miembro de la Legión Británica que luchó junto a Simón Bolívar en la guerra de independencia de Hispanoamérica.

La vida militar de Eduardo Pérez transcurrió en una época en que las jóvenes repúblicas de Hispanoamérica, recién independizadas de la corona española, buscaban su identidad como naciones en medio de conflictos internos. Dentro de este escenario inicia el joven Pérez su carrera en la armada de Colombia, enrolándose en el año de 1856, a la edad de dieciocho años.
En 1858 tuvo el primero de sus legendarios encuentros con la muerte. Ocurrió cuando el barco donde servía naufragó frente a las costas de Paraguaná, en Venezuela, y fue rescatado por una lancha de pescadores después de varios días de dársele por muerto.
En 1859, cuando se encontraba sirviendo en el ejército en Bogotá, fue nombrado Oficial Mayor de Intendencia de Hacienda para el Estado de Santander. En 1860 fue ascendido a Subteniente y se le designó ayudante de campo del general Enrique Weir en San José de Cúcuta.

Ubicación del Estado de Santander, Colombia, vecino a Venezuela, donde Eduardo Pérez Fabelo inició su carrera militar.

Éste fue un puesto crucial para Pérez, ya que el general Weir era una figura militar de larga trayectoria en América del Sur. Había formado parte de la Legión Británica, que luchó al lado de Simón Bolívar en las guerras de independencia de Hispanoamérica, participando en grandes batallas de la gesta. Pérez fue su ayudante de campo durante la guerra civil colombiana, una de las experiencias más importantes de su formación militar. Weir fue además su mentor y sentó las bases de su futura vida militar, donde destacaría por su heroísmo y valentía. En palabras del escritor Atenógenes Olivares, “Pérez era ya un hombre muy despierto, muy serio en su conducta y muy inteligente. El General Weir lo llegó a estimar en alto grado.“ 
En 1860, a los 22 años de edad, Pérez Fabelo fue condecorado en Colombia por acción heroica en la batalla de El Oratorio, librada en el Estado de Santander durante la guerra civil colombiana. Su destacada actuación en la contienda le llevó a ser nombrado Jefe de la Guardia de Cúcuta, quedando al frente de la división de Infantería “Pamplona”. Desde esta posición participó en primera línea en varias contiendas, reseñadas así por el escritor Atenógenes Olivares: “Con arrojo y valentía peleó en Quebrada de la Plata y el Alto de Las Ventanas…fue Jefe de la Vanguardia en la ocupación de Soatá…entró en fuego vivo en la contienda de Puente de Boyacá contra Mosquera…en Guasca lo alcanzó una bala enemiga quedando herido de cuidado, pero se incorporó al frente del batallón y arremetió con más heroicidad”.

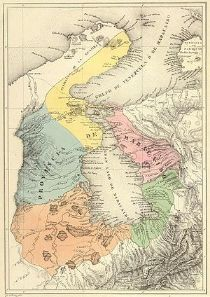
Provincia de Maracaibo..

Además de sobrevivir el naufragio frente a la costa venezolana, Pérez Fabelo resultó en dos ocasiones herido de gravedad en la guerra de Colombia, logrando milagrosamente salvarse. Su vida estuvo en riesgo también cuando fue prisionero de guerra en la cárcel colombiana de La Honda. En este centro penitenciario del siglo XIX, la estructura de la construcción y la férrea vigilancia del penal no permitían escapar. Pérez sin embargo lo logró, tras una huida calificada de suicida y bajo una balacera tal, que le dio fama de sempiterno entre las milicias.
Lo mismo ocurrió en 1863, cuando cayó de nuevo en prisión en Colombia y se le hizo un juicio militar con el objetivo de fusilarlo. El proceso, que tuvo gran repercusión en Colombia y Venezuela, lo sentenció a muerte, pero una vez más logró salvar su vida milagrosamente y a partir de entonces se le conoció como “Pérez el inmortal”. En esta ocasión escapó del fusilamiento gracias a la intervención de la Logia Masónica, que consiguió que se cambiara la pena de muerte por la del destierro. Tal decisión cambió radicalmente el curso de su vida, porque lo llevó de regreso a su tierra natal, Maracaibo.

## La Provincia de Maracaibo
Pérez regresa a Venezuela en 1864 y se instala en Maracaibo. La antigua Provincia de Maracaibo, que entonces comprendía el Estado Zulia y los estados andinos, no había formado parte de Venezuela cuando el país declaró su independencia en 1810. Seguía bajo la corona española y conservaba aún ese estatus en 1819, cuando se formó la Gran Colombia. La Provincia se independizó de la corona española en 1823 y se integró bajo el nombre de Departamento del Zulia a la unión colombiana. Lo hizo en igualdad de condiciones que el resto de los países que ya la conformaban: Venezuela, Colombia, Panamá y Ecuador (Provincia de Quito y Provincia libre de Guayaquil).
Entre 1830 y 1831 se disuelve la Gran Colombia y los departamentos que la habían integrado vuelven a su origen. En el Zulia no ocurre así. Con bandos en pro y en contra de la decisión, la región zuliana perdió su condición de provincia independiente y quedó anexada a Venezuela. Ello generó un profundo descontento en la población local durante décadas y una leyenda sobre la República del Zulia, que perdurará en esa región como un derecho inalcanzado.

## Federales y posguerra en el Zulia

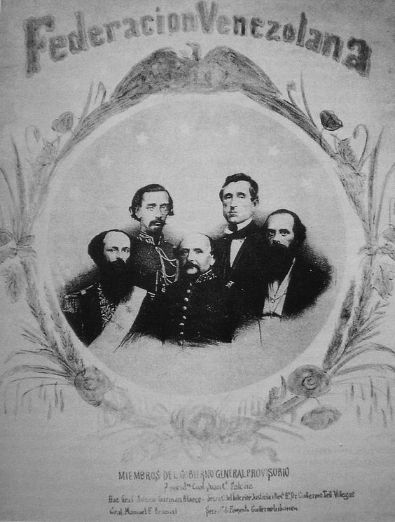
Afiche alusivo al gobierno provisional de la Federación de Venezuela, al finalizar la Guerra Federal. En el centro el presidente de la República Juan Crisóstomo Falcón. A su derecha Antonio Guzmán Blanco.

De regreso en Maracaibo, Pérez Fabelo se incorpora a la milicia del Zulia. En ese momento terminaba en el país la Guerra Federal, conflicto surgido a causa del centralismo del Gobierno del presidente José Antonio Páez, quien era considerado un dictador. La propuesta de una república federal tuvo siempre buena acogida en el Estado Zulia, región de Venezuela que había sufrido particularmente el centralismo. Caracas había consumido las riquezas de la región zuliana a través de su política fiscal y, particularmente, ejerciendo el control de la aduana del puerto de Maracaibo.
La guerra terminó con el triunfo de los federales, liderados por el recién inaugurado presidente de la nación Juan Crisóstomo Falcón. Se promulgó una nueva constitución, que concedía autonomía a las provincias y a Maracaibo, en consecuencia, se le otorgó el control total de su aduana.
Falcón designó Gobernador del Zulia al general zuliano Jorge Sutherland, pero muy pronto las promesas de autonomía se vieron incumplidas y Sutherland comenzó a ser visto como traidor. El vicepresidente de la república y mano derecha de Falcón, Antonio Guzmán Blanco, demostraba abierta ojeriza hacia el Zulia y recelaba su economía pujante, producto de la actividad comercial del puerto.
Fue Guzmán Blanco el causante de que el gobierno central, a través de Jorge Sutherland, comenzara a ponerle de nuevo las manos al puerto de Maracaibo. En las comunicaciones de la época quedaron registradas muchas frases y expresiones de Guzmán que lo ilustran. Una de ellas rezaba: "Maracaibo se porta muy mal con su aduana. No se prestan a nada…"

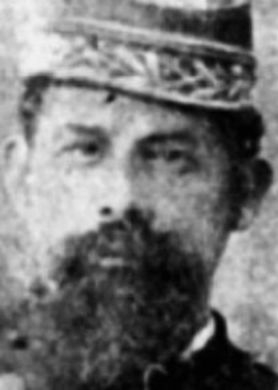
Jorge Sutherland, Gobernador del Estado Zulia en 1864.

Jorge Sutherland había también comenzado a ser visto como un criminal. Sus asesinatos contra cualquier opositor, ordenados a las fuerzas públicas, despertaban indignación. La recién inaugurada constitución prohibía la pena de muerte, pero los fusilamientos, emboscadas y envenenamientos, se habían convertido en rutina en el Zulia. Sutherland representaba el terror, violando el artículo 14 de la Constitución Federal sobre la inviolabilidad de la vida que rezaba: "Queda abolida la pena capital cualquiera que sea la ley que la establezca…" 

### Pérez contra Sutherland
La traición de Jorge Sutherland al Zulia y su inconstitucional aplicación de la pena de muerte, llevaron a Pérez Fabelo a desligarse del ejército local. Los acontecimientos lo impulsaron a unirse a las fuerzas que comenzaban a combatir a Sutherland y que eran cada vez más numerosas. Esta lucha agrupaba a las víctimas de Sutherland y sus familiares y a un gran porcentaje de la población civil. La estrategia de los opositores era sacarlo del poder, restituir la diezmada autonomía zuliana y terminar con los asesinatos.
Pronto se organizó la lucha armada contra el gobierno local, dentro de cuyas filas figuraba Pérez como un fogoso líder. El jefe militar del Zulia, Venancio Pulgar, también se deslindó de Jorge Sutherland y poco a poco fueron uniéndose todas las fuerzas bajo la misma consigna: “tumbar a Sutherland”. Sutherland combatió y persiguió a Eduardo Pérez Fabelo mucho más que a cualquier otro de los rebeldes locales, incluido Venancio Pulgar. Los historiadores de la época coinciden en que Sutherland quería atrapar y fusilar a Pérez y que ello llegó a convertírsele en una obsesión.
La amenaza que representaba Pérez para Jorge Sutherland radicaba en el hecho de que este General no era un caudillo militar. Era un líder de convicciones profundamente republicanas y probada honestidad en todos sus actos, que gozaba de gran popularidad en el Estado Zulia. El escritor Pedro Guzmán lo refiere así al abordar el tema: "Sutherland tenía otro enemigo a quien debía combatir con más brío que a Venancio Pulgar, porque éste contaba con simpatías en el Zulia. Aquel enemigo se llamaba Eduardo Pérez: esbelto joven, militar fogoso, y dueño de ideas contrarias en un todo a la condición de Sutherland".

### Toma de Maracaibo
Eduardo Pérez lideró muchas expediciones célebres contra Jorge Sutherland, saliendo desde Colombia o desde las islas del Caribe. Sus campañas y maniobras fueron ataques claves, con el objetivo de lograr el debilitamiento paulatino de las fuerzas de Sutherland, hasta que consiguió precipitar su caída. La más célebre fue la expedición que organizó en 1866 desde Cúcuta, Colombia, junto a otro general zuliano, Rafael Capó. En ella se agrupaban asilados en la zona, expulsados de Jorge Sutherland, sobrevivientes de Sutherland y perseguidos políticos de Sutherland junto a sus parientes.

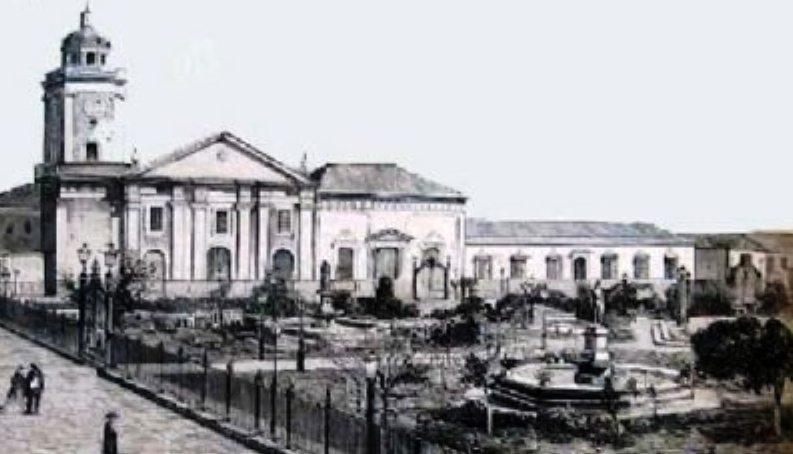
Plaza Mayor de la ciudad de Maracaibo a finales del, tomada por Eduardo Pérez Fabelo para liberarla de Jorge Sutherland

Con unos trescientos hombres armados amanecieron los dos generales en la boca del río Zulia, el 23 de diciembre de 1866. Habían dispuesto entrar en las sabanas de Maracaibo y esperar la oportunidad para atacar la plaza, pero los planes fueron cambiados cuando piragüeros que subían el río Zulia les contaron que Sutherland celebraba las fiestas decembrinas en el hoy Municipio Cañada de Urdaneta. Se enteraron además de que Sutherland estaba allí custodiado por un gran contingente de tropa y que en la plaza militar de la ciudad de Maracaibo había pocos soldados.
En nueve piraguas embarcaron Pérez y Rafael Capó con la tropa por el río Zulia y dispusieron todo para atacar por sorpresa, pero al entrar al lago de Maracaibo se encontraron con una extrema calma. En ausencia del viento la travesía se hizo difícil e impidió que pudieran llegar juntos al sitio acordado de “Punta Camacho”, ubicado en la costa oriental, frente a Maracaibo.

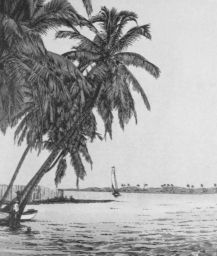
Paisaje del lago de Maracaibo que muestra como lucían sus orillas en el siglo XIX

Pérez, que logró sortear primero la calma en el lago, llegó con sus veleros al sitio previsto en la madrugada del 25 de diciembre. Rafael Capó no pudo lograrlo y quedó muy rezagado. Pérez estuvo esperando por las fuerzas de Capó en “Punta Camacho”, hasta que se enteró de que espías del gobierno habían descubierto el plan. Entonces comprendió que no podía esperar más y se lanzó sólo hacia Maracaibo. Contaba con apenas 180 hombres, pero quería entrar a la ciudad antes de que lo hicieran las fuerzas que custodiaban a Sutherland en “La Cañada”.
Al cruzar el lago acampó en las cercanías de la ciudad, en un sitio llamado “El Pozón”, ubicado en la hoy Parroquia Santa Lucía del Municipio Maracaibo. Allí fue atacado por las fuerzas del gobierno, pero logró vencerlas con extrema facilidad y se preparó para tomar a Maracaibo.
Amanecía el 25 de diciembre y los marabinos se disponían a celebrar la Navidad en la catedral, cuando los rebeldes tomaron el primer patio de armas. Pérez entró a la ciudad a las 10 de la mañana y a las cuatro de la tarde tenía en su poder dos de los tres cuarteles de Maracaibo, ganaba ya el tercero y los marabinos colaboraban con los rebeldes en todo lo que podían. La población indignada, que había sufrido las atrocidades de Sutherland, se manifestaba al grito de “Viva Pérez”.

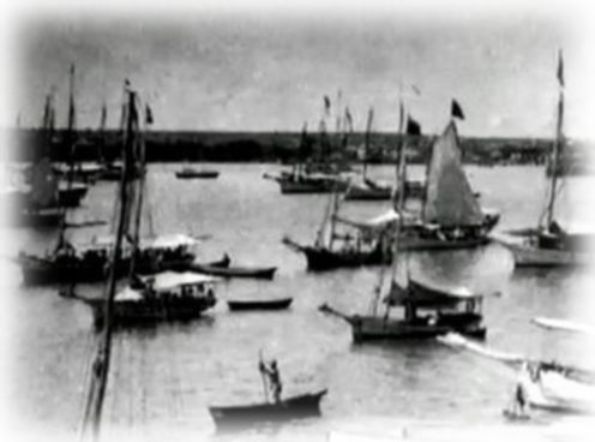
Piragüeros en el Lago de Maracaibo a mediados del, que servían de mensajeros entre las barcas de rebeldes que cruzaban el lago hacia Maracaibo

A las seis de la tarde, cuando las tropas de Rafael Capó estaban haciendo su entrada a Maracaibo para reforzar las de Pérez, un enorme vapor de guerra con fuerzas del gobierno desembarcó en el puerto para masacrarlos. La presencia del navío, “El Mariscal”, de donde bajó un contingente de tropa tres veces superior al de los rebeldes, hacía imposible cualquier resistencia. Pérez y Capó, comprendiendo que no podrían contra atacar de inmediato, ordenaron a su gente que se dispersara entre el monte hasta nueva orden.

Pérez estaba herido, pero logró llegar hasta un hato llamado Cujicito, a unos 20 kilómetros de la ciudad, ubicado en la hoy Parroquia Idelfonso Vásquez del Municipio Maracaibo. Junto a él se encontraba Rafael Capó. Lo que ocurrió después lo relata en 1979 el cronista de la ciudad de Maracaibo, Fernando Guerrero Matheus:
“Pérez se encaminaba al jagüey del hato para lavarse la herida. Estando allí llegó un piquete de tropas al hato y sorprendió a Capó. Ríndase General –le dijo un oficial de tropa- le damos garantía de llevarlo hasta Sutherland. Acto seguido Capó gritó: venga Pérez, esta gente nos ofrece garantías. La dueña del hato, que no creyó en tales ofertas y era amiga de Pérez, dijo en voz alta para que se oyera: “Pérez se fue hace mucho”. El General Pérez, que venía del jagüey escucho todo, interpretó la intención de la dueña del hato y se internó en el monte. Cuando el piquete fue a buscarlo al jagüey ya no pudo dar con él. Capó no fue llevado ante Sutherland como le habían prometido. Las órdenes eran fusilarlos allí mismo a los dos y en el caso de Capó se cumplieron”
Una vez más, milagrosamente, Pérez  había salvado su vida, pero la huida sería otra lucha por sobrevivir. La lesión se fue deteriorando mientras permanecía escondido entre el monte, perseguido por las tropas del gobierno. Pasó días sin comer ni dormir hasta que logró llegar a la costa y, auxiliado por una piragua, cruzó el lago de Maracaibo. Los piragüeros lo  escondieron y le ayudaron a sanar la herida. Para ellos, como para muchos, Pérez era más que un militar. Era un líder social, admirado por todos los sectores de la región, donde gozaba de un respeto poco común.
Pérez tomó clandestinamente la vía de Trujillo, llegó a Barinas y de allí a Caracas. Desde el puerto de La Guaira embarcó con destino a Curazao, donde comenzó a organizar a los desterrados de Sutherland. Logró armar una nueva expedición a Maracaibo, pero esta vez fue víctima de traición y cayó prisionero en una emboscada. Las fuerzas de Sutherland lo llevaron encadenado hasta una goleta que partió hacia Puerto Cabello, desde donde fue trasladado a una tenebrosa cárcel de Caracas, La Rotunda.

## Distanciamiento de Pulgar

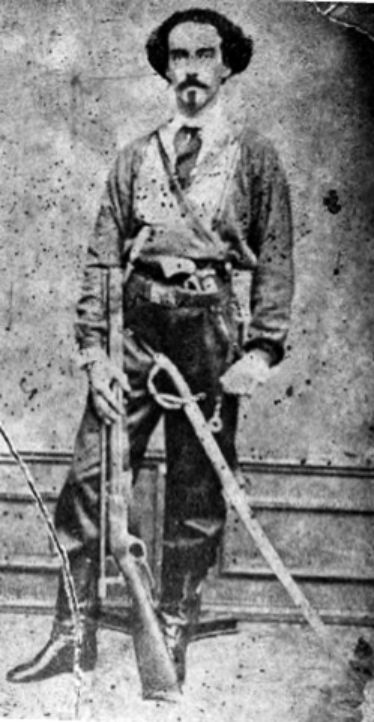
Venancio Pulgar.

En 1869 Jorge Sutherland es finalmente derrotado y asume el gobierno del Zulia el general Venancio Pulgar. Pérez es entonces llamado al gobierno y elegido representante ante el Congreso Nacional. Desde su posición en el parlamento consiguió la aprobación de leyes importantes para el desarrollo de la economía del Zulia, gestión apreciada por la comunidad marabina y expresada en manifestaciones escritas a través de la prensa. Durante este período Pérez Fabelo se dedicó a profundizar en su actividad política y a escribir sobre las bases morales de los gobiernos republicanos, hasta que los acontecimientos en el Estado Zulia dieron un giro.
Pérez comienza a percibir un cambio de actitud en el nuevo gobernador del Zulia, el general Venancio Pulgar, al lado de quien muchas veces había combatido a Jorge Sutherland. Al comprobar la complicidad entre Venancio Pulgar y Antonio Guzmán Blanco, enemigo tradicional del Zulia, Pérez termina su relación con Pulgar y lo combate.
Guzmán había conspirando siempre para despojar al Zulia de su autonomía y había expresado en múltiples ocasiones que convertiría a Maracaibo “en una playa de pescadores”. Cuando se le otorgó a Maracaibo el estatus de capital de los estados andinos, Guzmán trató de evitarlo a toda costa. Se encargó de profundizar fricciones entre los grupos de cada región y, para debilitar la coalición, cerró el puerto de Maracaibo, por donde salían todos los productos de los Andes..
En 1870 Guzmán Blanco asume la presidencia de la república. La relación con Venancio Pulgar llega entonces a estrecharse al punto de pasar éste de ser sólo aliado político, a convertirse también en socio de negocios de Guzmán en el Zulia. Con la venia de Pulgar Guzmán designó administrador de la aduana de Maracaibo a una persona que le garantizaba el dominio de los ingresos, que hasta entonces, por la tendencia autonómica, habían sido difíciles de controlar. Los abusos de poder de Pulgar fueron minando su popularidad en Maracaibo, particularmente entre los comerciantes.
Hechos como estos hicieron que Pérez decidiera distanciarse de Venancio Pulgar y que, a pesar de haberlo acompañado contra Sutherland, lo combatiera duramente; como lo hicieron muchos otros entonces y por los mismos motivos. Eduardo Pérez era un humanista netamente republicano. Muy diferente de Sutherland y de Venancio Pulgar, carentes, según historiadores zulianos, de un ideario que sobrepasara el caudillismo. En palabras del historiador Carlos Medina Chirinos, “Pulgar y Sutherland movilizaron al Zulia sólo militarmente. Ambos caciques no pasaron del mando de montoneras sin orientación doctrinaria. El Zulia tuvo, por el contrario, otros jefes militares que fueron también políticos… ideólogos de altura como el General Eduardo Pérez Fabelo...” 

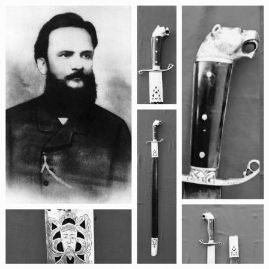
Espada del general Eduardo Pérez Fabelo, reliquia de la historia republicana del estado Zulia

## La Espada del General Pérez
La espada de Eduardo Pérez Fabelo es una reliquia de la historia republicana del Estado Zulia. Representa la memoria de una época de luchas del pueblo zuliano por el control de su estado y por su deseo de mantenerse fiel a los ideales del Federalismo. Es una pieza legendaria y la única de esa época que aún se conserva.
Estuvo resguardada por una hija de Pérez Fabelo, Aurora Pérez Luzardo de López Bustamante, durante 50 años. En 1960 pasó a manos de su nieta Aurora López Pérez y en 1980 a su bisnieta Leonor Giusti López de Hall. La pieza se conserva fuera del territorio venezolano, en la ciudad de Estocolmo, Suecia.

## Vida civil

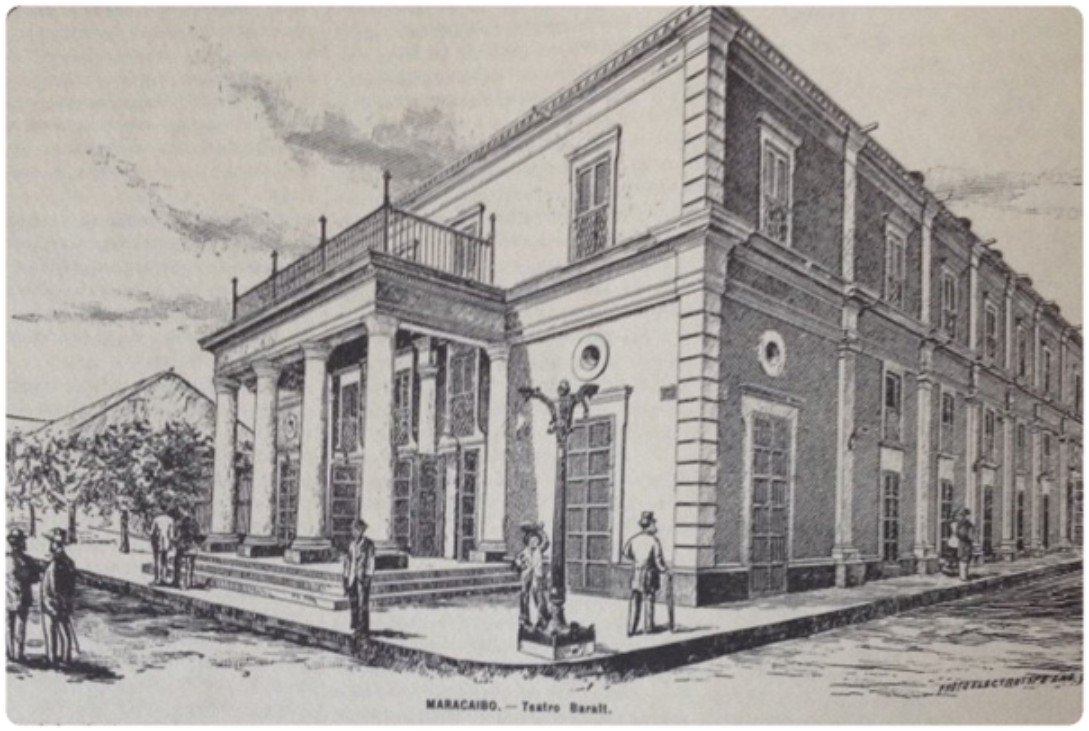
El Teatro Baralt de Maracaibo en el, de cuya fundación y construcción fue Eduardo Pérez Fabelo uno de los promotores

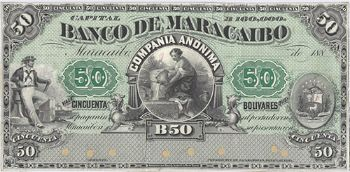
Billete bancario del Banco de Maracaibo, entre cuyos promotores figura Pérez Fabelo

El escritor Atenógenes Olivares se refiere a esta etapa de la vida de Pérez Fabelo en los siguientes términos: "…se dedicó al cultivo de las letras. Fue un gran orador, escritor y poeta. Buen legislador en el Congreso Nacional. Los cargos que desempeñó fueron ejemplo de honestidad y servicio. En sus conferencias sobre historia republicana fulminó siempre a los tiranos. Fue candente tanto en la crítica como en el ataque".
Durante su vida civil Pérez Fabelo despliega su perfil humanista y filántropo. Se dedica a proyectos destinados a engrandecer al Zulia, siendo uno de los iniciadores del Banco de Maracaibo, primera entidad bancaria de Venezuela, y promotor del primer teatro de la ciudad, el Teatro Baralt. Se convierte en prolífero escritor y conferencista sobre historia republicana y se devela como un calificado poeta.
En 1877 se sitúa al frente del Partido Popular en Maracaibo, que lo postula para presidente del Estado. Con la mayoría a su favor, las elecciones se suspendieron a última hora, supuestamente por la violencia que reinaba en las calles, pero era vox pópuli que el cambio obedecía a un plan de Guzmán Blanco. El objetivo del plan era evitar que Pérez se hiciera con el Estado Zulia y frenara el pillaje de la capital sobre la aduana del puerto. Acusado falsamente de conspirar y crear desorden en la ciudad, Pérez fue llevado arbitrariamente a prisión.

### El poeta

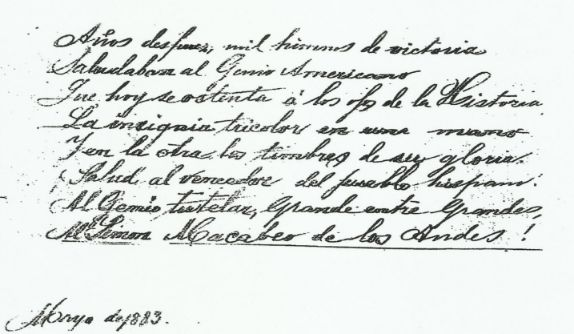
Estrofa del poema dedicado a Simón Bolívar. Original de puño y letra del General Pérez

Eduardo Pérez Fabelo fue un destacado poeta en sus días. Su oda fue patriótica y republicana, consagrada a las grandes gestas libertadoras, a Simón Bolívar y a los escenarios emblemáticos de La República en Hispanoamérica. Ejemplo de ello es su famoso poema dedicado a la Quinta San Mateo, última morada del libertador. 
También dedicó poemas a su tierra natal, siendo uno de sus más populares el titulado “A Maracaibo”: ”De aquellos que te amaron, tus glorias escuché que me contaron…”. Su nombre aparece entre los poetas más destacados de Venezuela, listado que figura en el Diccionario General de Literatura Venezolana, publicado por la Universidad de los Andes en 1974.

Años después, mil himnos de victoria

saludaban al genio americano

que hoy se ostenta a los ojos de la historia

la insignia tricolor en una mano

y en la otra los timbres de su gloria

Salud al vencedor del pueblo hispano

al genio tutelar, grande entre grandes

al Simón Macabeo de Los Andes!

Eduardo Pérez Fabelo, mayo de 1883. Estrofa del poema dedicado al Libertador de Hispanoamérica, General Simón Bolívar.

## Aduana de Maracaibo

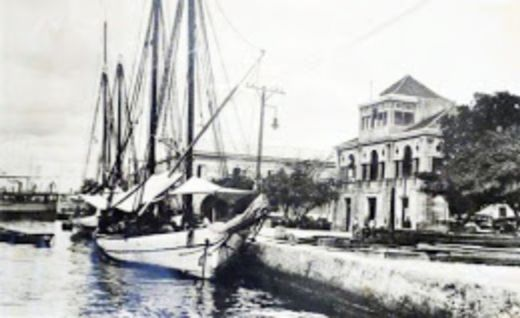
Vista de la Aduana del Puerto de la ciudad Maracaibo en 1885, fuente de grandes ingresos para Venezuela en el siglo XIX

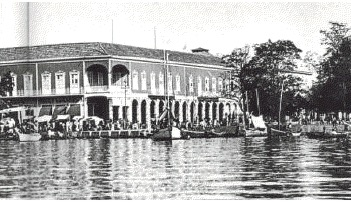
Puerto de Maracaibo a finales del siglo XIX

Dada su copiosa entrada fiscal, la aduana de Maracaibo había sido el origen de muchos conflictos entre el gobierno nacional, empeñado en controlarla, y el Zulia, que no se rendía a entregarla. Durante sus años de vida civil Eduardo Pérez se mantuvo siempre vigilante en lo referente al puerto de Maracaibo y ocupó el cargo de Interventor de Aduana en la década de 1880.
La mano de Guzmán Blanco estaba detrás de todos los atropellos relacionados con la aduana. El cónsul de los Estados Unidos en el Maracaibo de la época, Eugene Plumacher, se refería así al presidente Guzmán en sus memorias. “La constitución y las leyes de Venezuela dependían del capricho de un hombre, cuyo poder por muchos años fue más absoluto que el de cualquier cabeza coronada de Europa”.
En una época en que las comunicaciones se hacían por vía marítima, su carácter de ciudad puerto le daba a Maracaibo una condición privilegiada. Por el puerto salían al exterior los productos agrícolas del Estado Táchira, del Estado Mérida y del Estado Trujillo. El café, particularmente, había traído una nutrida colonia de extranjeros a la ciudad, que representaban a diferentes compañías exportadoras con sede en Maracaibo. La aduana internacional era una sólida fuente de ingresos y, por lo tanto, origen de las ambiciones del centralismo y de la codicia de Guzmán Blanco.
Con su astucia particular, el mismo Guzmán, junto al Ministro de Finanzas, había firmado el nombramiento de Pérez como Interventor de la Aduana. Dada la reputación intachable del General Pérez, el nombramiento disimulaba las verdaderas intenciones del gobernante. Como lo explica en sus memorias Eugene Plumacher refiriéndose al caso, “…las relaciones entre el Ejecutivo nacional y la gente del Zulia habían ido de mal en peor… El Interventor, el General Eduardo Pérez, era un nativo de Maracaibo y un caballero de relevancia local, con mucha influencia entre la gente.” Con Pérez como Interventor trataba Guzmán Blanco de balancear la opinión pública y confundir a sus incontables enemigos, mientras continuaba moviendo sus hilos para quedarse con el botín

### El interventor

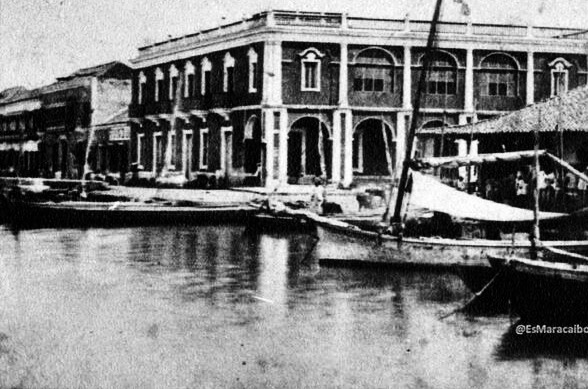
Vista del malecón de Maracaibo a mediados del siglo XIX

Eduardo Pérez fue un escudo defensor de la aduana durante el tiempo que tuvo el cargo de interventor y pudo frenar muchos de los movimientos de Guzmán Blanco. El más sonado de los abusos que enfrentó ocurrió en 1887 cuando, sin nombramiento oficial alguno, fue trasladado desde Carúpano al cargo de Recaudador de Aduana el general Justo A. Arcía, amigo y cómplice de Guzmán. En su primer día de funciones este General despidió a todo el personal, incluido el Recaudador Asistente, que tenía en sus manos el control de los asuntos fiscales.
Pérez se negó a reconocer el poder del recién llegado para ejecutar tales medidas, sin que al menos presentara alguna instrucción escrita del Ministro de Finanzas o del Presidente de la República. Arcía no pudo hacerlo alegando que las órdenes habían sido verbales y del propio presidente Guzmán Blanco. Pérez publicó entonces en la prensa una protesta por las medidas tomadas, en la que advirtió al público que todo acto que no llevara su firma era ilegal. Que las partes que actuaran con permisos de aduana y otros documentos, sin que él fuera parte, estarían obligadas a pagar fuertes multas. Plumacher lo cuenta así:“No había duda de que el General Arcía actuaba bajo órdenes expresas del presidente (Guzmán Blanco). Aunque pudiera parecer extraño que el recaudador hubiera llegado investido con tales poderes extraordinarios y sin credenciales escritas, el carácter del presidente y su manera de proceder explicaban la situación”. Al día siguiente de la protesta de Pérez todos los empleados regresaron a sus puestos, incluido el Recaudar Asistente. Una vez reivindicado el personal, y dada la ilegalidad de toda la situación, el General Pérez Fabelo presentó su renuncia al cargo.

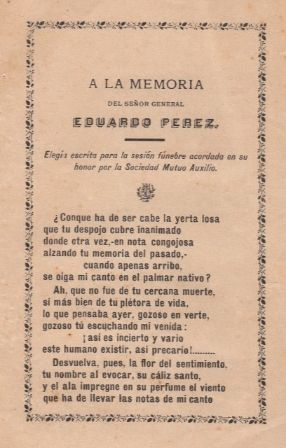
Primera página de la elegía escrita y pronunciada por el poeta Octavio Hernández, en el funeral de Eduardo Pérez Fabelo

## Muerte y reconocimientos

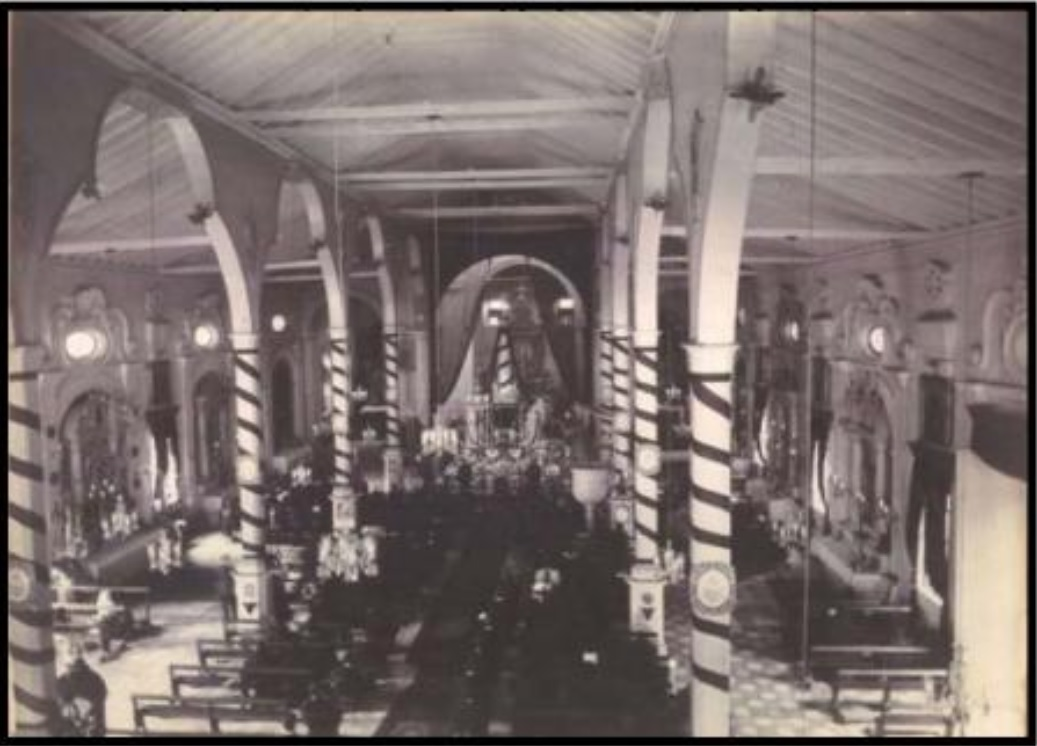
Funeral por el primer aniversario de la muerte de Pérez Fabelo, celebrado en la Catedral de Maracaibo decorada con pompa fúnebre

El general Eduardo Pérez Fabelo murió a las tres de la tarde del 21 de mayo de 1895, en su ciudad natal, Maracaibo. Según el escritor zuliano José María Rivas recibió funerales de estado, con la asistencia de todas las fuerzas vivas del Estado Zulia y del pueblo zuliano en masiva participación. Con especial ceremonial se conmemoró también el primer aniversario de su muerte en la Iglesia Catedral de Maracaibo, decorada con pompa fúnebre para la ocasión.
- Homenaje póstumo

La Sociedad de Mutuo Auxilio de Maracaibo realizó una sesión fúnebre durante los funerales del General Eduardo Pérez Fabelo en 1895. El discurso de orden fue una elegía de 33 páginas, escrita y pronunciada por el poeta e intelectual zuliano Octavio Hernández. 
- Centenario solemne

La Sociedad Bolivariana del Zulia y la Academia de la Historia del Estado Zulia rindieron homenaje póstumo a Eduardo Pérez Fabelo, en ocasión de cumplirse el centenario de su muerte. El homenaje fue un acto solemne realizado en la sede de la Gobernación del Estado Zulia, el 21 de mayo de 1995, con asistencia de sus descendientes, del Gobernador del Estado Zulia y del tren ejecutivo regional.
- Calle Eduardo Pérez

En honor al prócer republicano del Zulia, la calle número 70 de la ciudad de Maracaibo fue inaugurada como “Calle Eduardo Pérez”.